# 黄夫人
黄 夫人（こう ふじん、生没年不詳）は、三国時代の蜀漢の人物。諸葛亮の妻。通常は黄氏と呼ばれる。「黄月英」（こう げつえい）・「黄婉貞」（こう えんてい）という名も一般的に知られるが、史書に名が残っておらず、実名ではない。後世の創作上の必要から名付けられたものである。

## 『三国志』に見える記述
『三国志』「蜀書」諸葛亮伝の註に引く『襄陽記』によると、「沔南の名士」であった父黄承彦が「君は妻を探していると聞いたが、私には娘がいる。金髪で小麦色の肌だが、才知の方は君とお似合いだ」と言い、諸葛亮も承知したので娘を車に乗せて送り届けた。このことは当時の人々の物笑いの種となり、郷里では諺を作って「孔明の嫁選びを真似るなかれ、阿承（黄承彦）の醜い娘をもらう羽目になるぞ」と言ったという。黄承彦は蔡諷（蔡瑁の父）の長女を妻にしており、次女（蔡夫人）を後妻に迎えた劉表とは義理の兄弟である。諸葛亮は黄承彦を介して、劉表とは義理の叔父と甥の間柄となり、劉表の子劉琦・劉琮とは義理の従兄弟同士となった。

## 三国志演義
小説『三国志演義』では、才女として名高く、たくさんの知識を夫に伝授している。夫の死後まもなく死去した。また諸葛瞻の実母という設定でもある。

## その他
清の張澍『諸葛亮集』「制作篇」が引く范成大『桂海虞衡志』に見える逸話である。ある日、諸葛亮の家に来客があったためウドンを作ってもてなすことにした。ところが、用意してもいなかったウドンがすぐに出てきたため、不思議に思った諸葛亮が厨房を覗くと、木偶人形達がウドンを作っていたという。また木牛流馬も黄夫人の発明によるものと記載する。